# Lago Frío
El lago Frío es una masa de agua superficial léntica ubicada al sureste de Coyhaique en la Región de Aysén, Chile.

## Ubicación y descripción
Este lago pertenece a la ecorregión Patagónica y descarga al río Simpson, Es un lago pequeño de 3,8 km².: 84  Su eje mayor tiene 3,5 km y su ancho es de 2 km.

## Población, economía y ecología
SERNATUR lo describe como:: 17 
Pequeño lago que forma parte del sistema lacustre Pollux y Castor. Su atractivo radica en la disponibilidad de recursos hidrobiológicos aptos para la pesca deportiva, formando parte de un importante circuito lacustre debido a su proximidad a la ciudad de Coyhaique. Su entorno presenta características paisajísticas de transición de cordillera a pampa.